# Pintor de Klügmann
El Pintor de Klügmann fue un pintor de vasos de la antigua Grecia que pintó cerámica ática de figuras rojas. Estuvo activo en Atenas durante el período clásico, alrededor del 440-420 a. C. Se desconoce el verdadero nombre del pintor. Su nombre convenido se lo dio el arqueólogo británico John Beazley en honor del antiguo propietario de uno de sus lécitos, el anticuario Adolf Klügmann. Se especializó en la decoración de lécitos: en total 43, según Beazley, principalmente lécitos de figuras rojas, unos pocos lécitos aribalísticos y unos pocos lécitos de fondo blanco. Se caracterizó por la pintura de escenas mitológicas, de la vida cotidiana y funerarias.

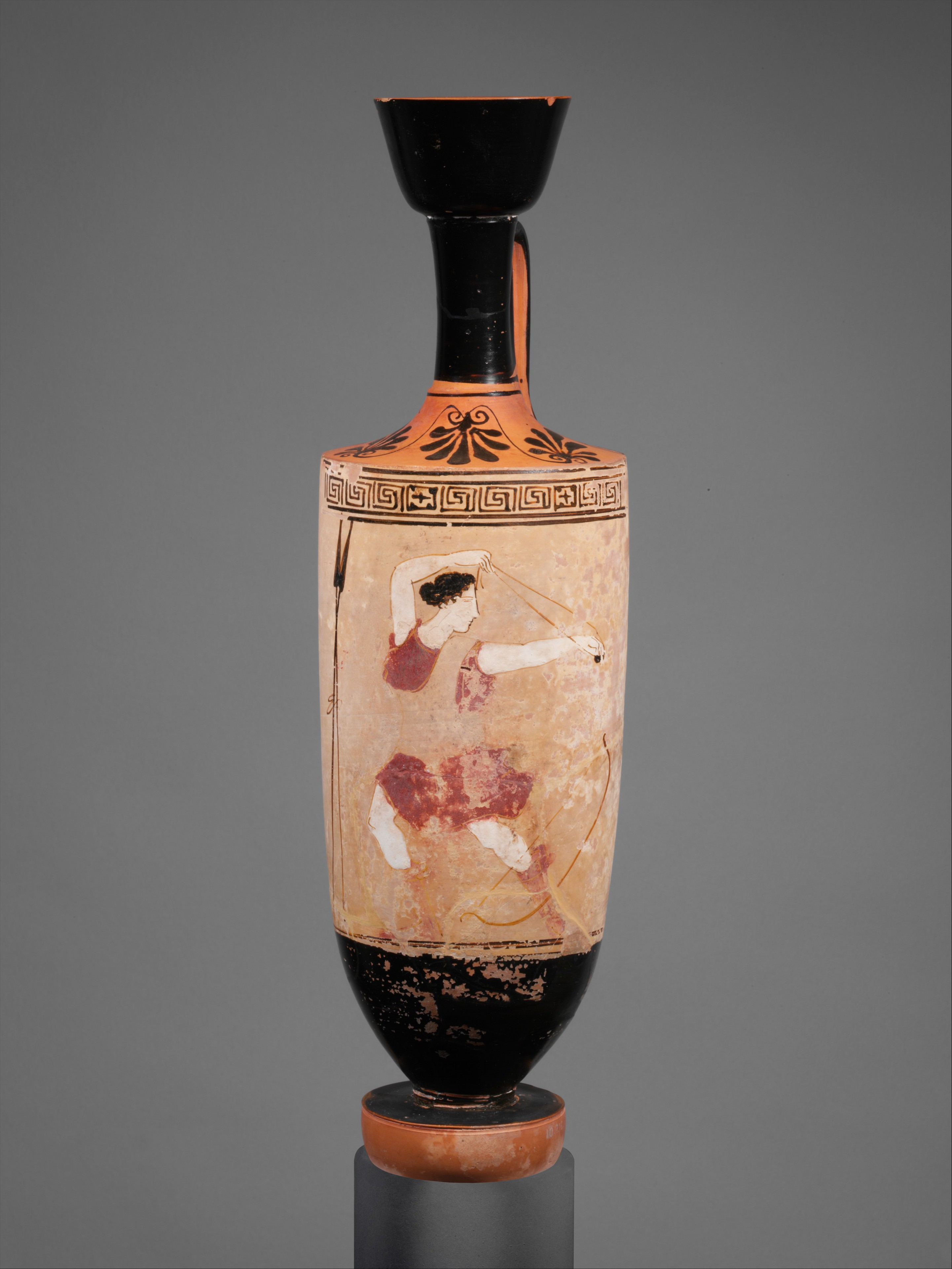
Lécito 440 a. C. Museo Metropolitano de Arte (MET, 10.210.11).
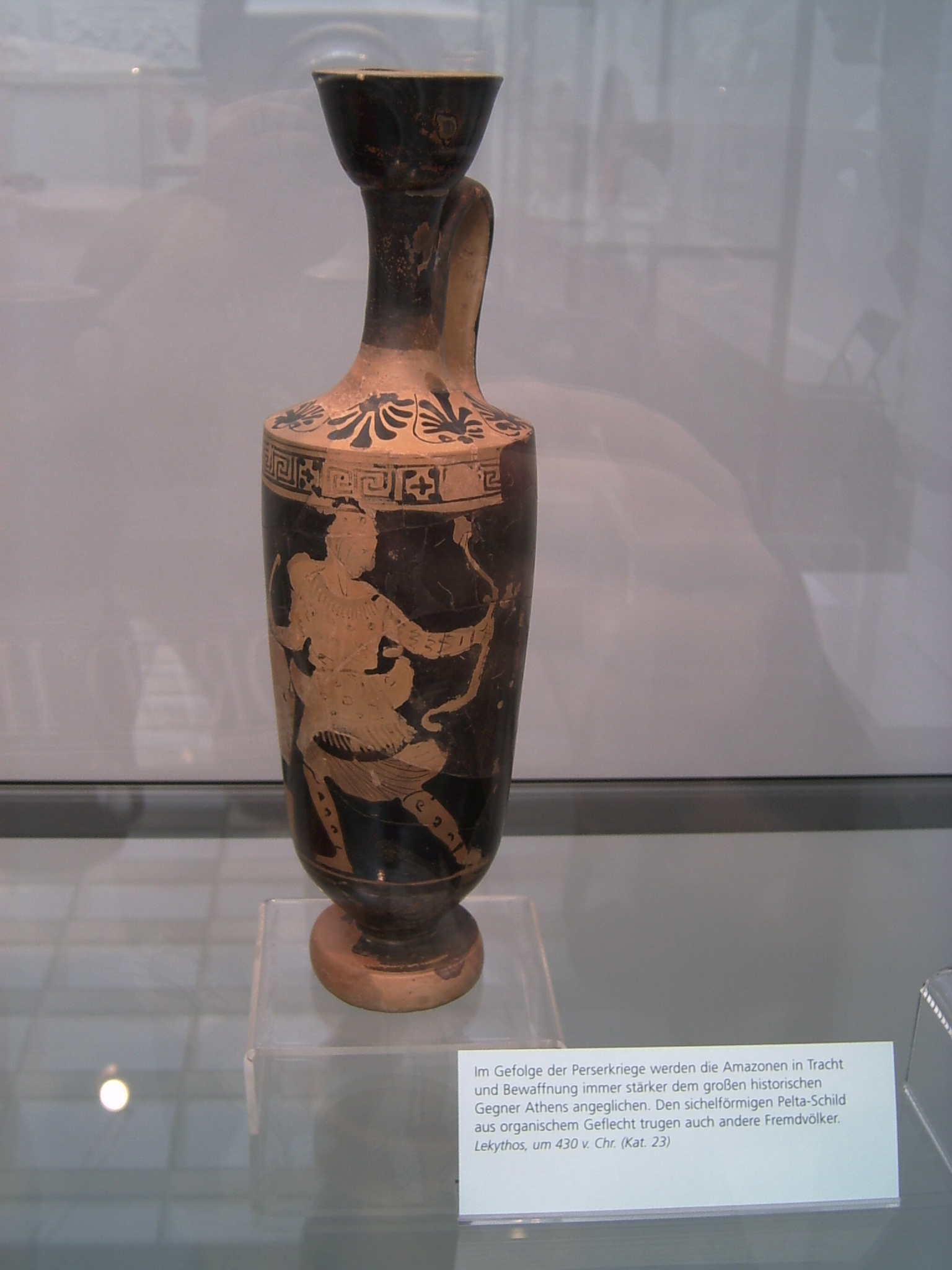
Lécito, c. 440–420 a. C.
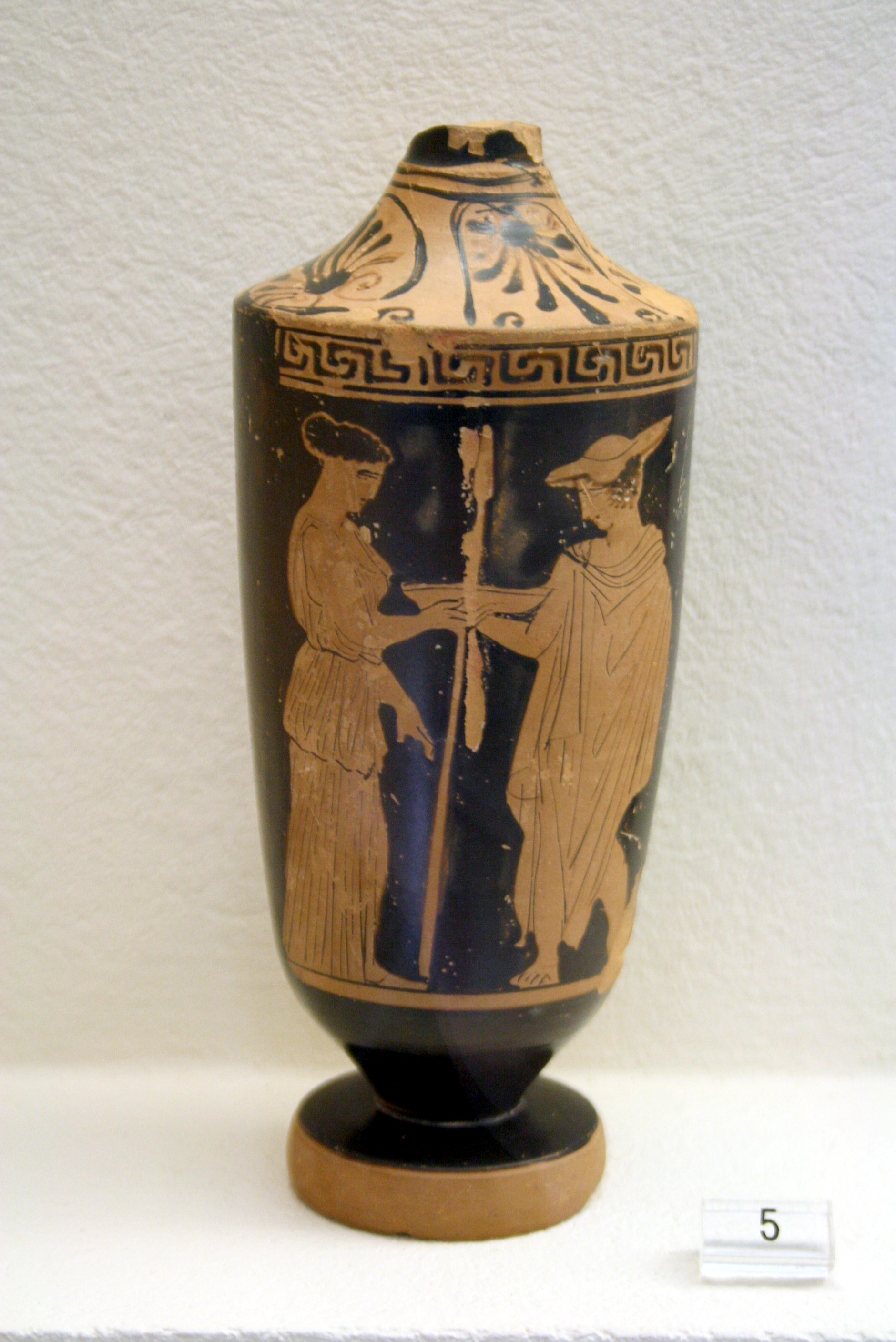
Lécito, c. 430–426 a. C.